# غرجی (بدخشان)
غرجی (به لاتین: Gharji) یک منطقهٔ مسکونی در افغانستان است که در ولسوالی درایم واقع شده‌است.